# Gebenna multipunctata
Gebenna multipunctata är en insektsart som beskrevs av Schmidt 1907. Gebenna multipunctata ingår i släktet Gebenna och familjen lyktstritar. Inga underarter finns listade i Catalogue of Life.